# Saint-Nazaire-en-Royans
Saint-Nazaire-en-Royans település Franciaországban, Drôme megyében. Lakosainak száma 821 fő (2022. január 1.). Saint-Nazaire-en-Royans La Baume-d’Hostun, La Motte-Fanjas, Rochechinard, Saint-Just-de-Claix és Saint-Hilaire-du-Rosier községekkel határos.

## Népesség
A település népessége az elmúlt években az alábbi módon változott:
| Lakosok száma | 590  | 576  | 531  | 677  | 795  | 794  | 804  | 814  | 811  | 821  |
|               | 1968 | 1982 | 1990 | 2006 | 2013 | 2015 | 2017 | 2019 | 2020 | 2022 |